# Razítkovací stroj

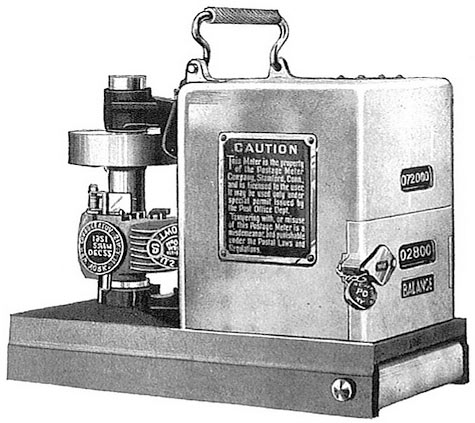
razítkovací stroj Pitney Bowes Model M z roku 1920

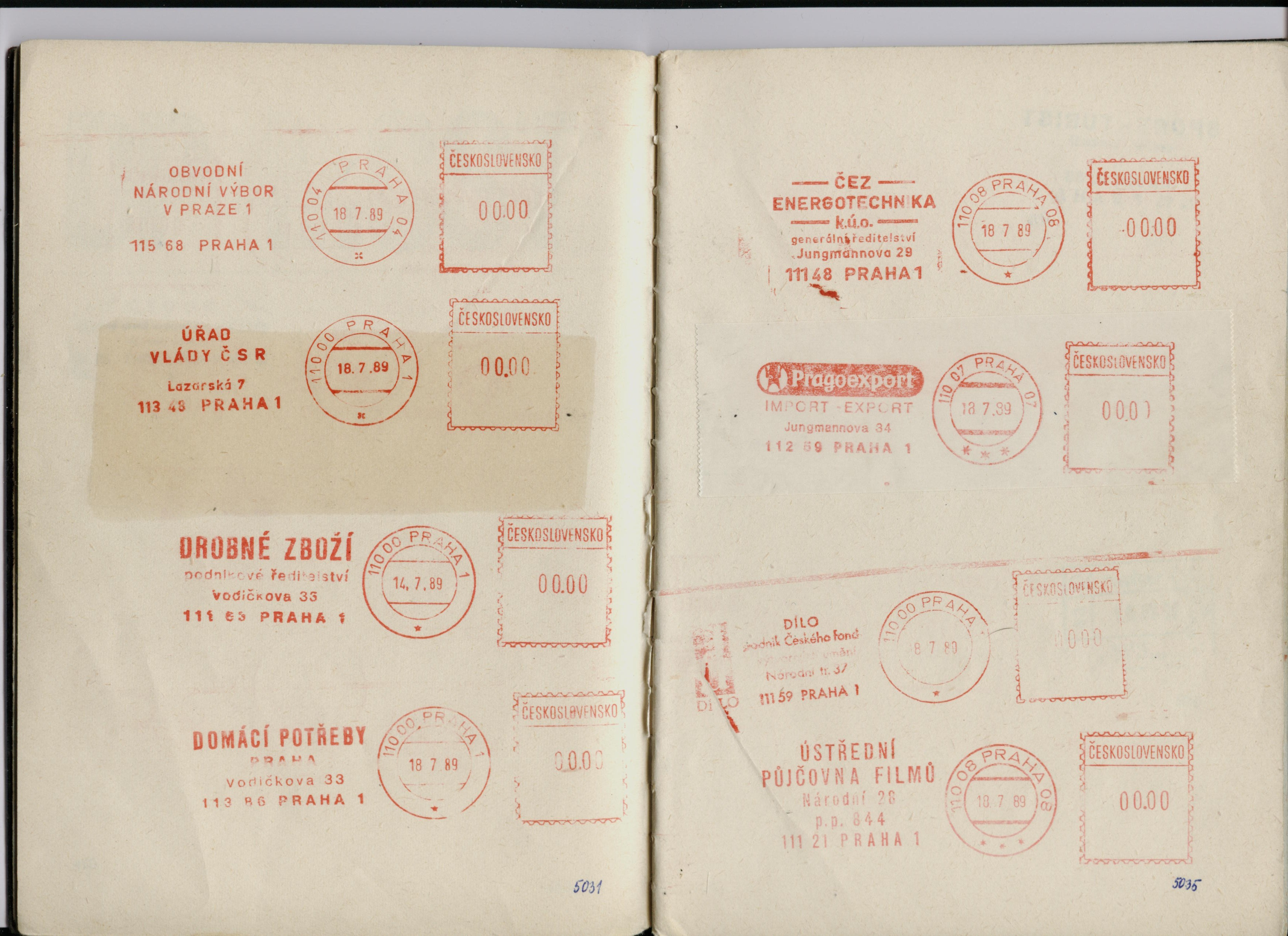
Zkušební otisky strojů Postalia, přidělených podnikům a institucím v centru Prahy (1989)

Razítkovací stroj nebo také Francotyp je počítací a razítkovací poštovní stroj. Je to především výplatní razítkovací stroj, který je užíván zejména tam, kde je nutno velmi často (obvykle každý pracovní den) odesílat velké množství poštovních zásilek. Kromě jiných institucí jím bývají vybaveny také větší úřady na svých podatelnách či ve specializovaných poštovních odděleních, obvykle je mívají i poštovní úřady samotné. Zároveň s razítkováním tento stroj provádí i tzv. frankování, což je náhrada za nalepení poštovní známky příslušné hodnoty. Otisk razítka tohoto stroje slouží jako franko /poštovné/, je to tedy platební záznam o příslušném poštovném (tedy o poplatku za poskytnutou poštovní službu), jenž je platný pro poštu příslušné země respektive příslušné poštovní organizace.

## První stroje

### Francotyp
Původní stroj nazvaný francotyp vyvinuly německé firmy Anker a Bafra v roce 1922. Tyto firmy byly nejstaršími výrobci výplatních strojů v Evropě. Jejich stroje v různých variantách byly monopolně využívány v Československu v období let 1926 až 1946.

### Francotyp-Taxograph
I tento stroj byl vyroben v Německu západoberlínskou firmou Francotyp GmbH. Jejich stroj používala pošta v Praze 5.

## Výplatní razítkovací stroj
Za tímto účelem musí být razítkovací stroj typu Frankotyp:
- a) řádně a platně certifikován příslušnou poštovní organizací
- b) opatřen z výroby jedinečným výrobním číslem
- c) zapečetěn či zaplombován a opatřen evidenčním číslem příslušné poštovní organizace
- d) vybaven počitadlem poštovného, který sčítá počet zásilek a celkovou sumu za franko (poštovné), tedy sčítá celkové poštovné za všechny tímto strojem ofrankované poštovní zásilky
- e) pravidelně kontrolován, seřizován a udržován (předepsaná profylaxe)
- f) užívání frankotypu bývá ošetřeno smluvně mezi příslušnou institucí a poštovní organizací, jedná se o smlouvu obchodní povahy